# Henri de La Tour d’Auvergne, vicomte de Turenne

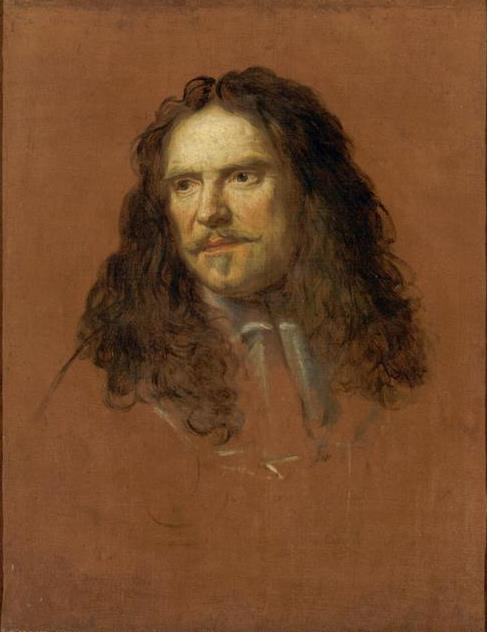
Turenne, Porträt von Charles Le Brun, 1665.
Turennes Unterschrift:

Henri de La Tour d’Auvergne, vicomte de Turenne (* 11. September 1611 in Sedan; † 27. Juli 1675 bei Sasbach, Baden) war ein französischer Heerführer und Marschall von Frankreich. Er war einer von nur sieben Generalmarschällen von Frankreich.
Henri de Turenne gilt neben Condé als der bedeutendste französische Feldherr seiner Zeit und in Frankreich als der bedeutendste Feldherr zeitlich vor und in der Hierarchie nach Napoleon. Er war ein methodisch gebildeter und vorsichtiger General, ein ausgezeichneter Taktiker, der sich auch sorgfältig um die Verpflegung und Verwendung seiner Truppen kümmerte.

## Herkunft

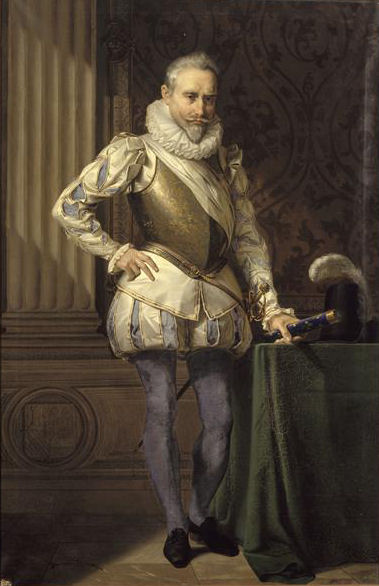
Vater Henri de La Tour d’Auvergne; Porträt von Merry-Joseph Blondel (1835)

Der spätere Marschall von Frankreich entstammte dem hugenottischen Haus der La Tour d’Auvergne. Der politische Aufstieg der Familie vollzog sich im späten 16. Jahrhundert unter dem Vater Turennes, Henri de La Tour d’Auvergne (1555–1623). Im Jahre 1591 kamen durch die Heirat des Prinzen mit Charlotte von der Marck (1574–1594) und deren frühen Tod das Herzogtum Bouillon und das Fürstentum Sedan in den Besitz des Hauses. Dieser Schritt war von großer Tragweite, denn die beiden Territorien waren souveräne Staaten, sogenannte terres souveraines. Ihr Besitz machte Henri de La Tour d’Auvergne zum Duc de Bouillon und somit zu einem der Princes étrangers. Als unabhängige Herren waren diese Adligen dem französischen Königshaus direkt nachgeordnet und spielten im politischen Verkehr jener Zeit eine bedeutende Rolle.
Nach dem Tod seiner ersten Ehefrau ehelichte der Herzog im Jahre 1595 Prinzessin Elisabeth von Oranien-Nassau (1577–1642), eine Tochter Wilhelms I. von Oranien (1533–1584). Aus dieser zweiten Ehe resultierten zwei Söhne und sechs Töchter sowie enge familiäre Bindungen zu den als Statthalter der Republik der Sieben Vereinigten Niederlande regierenden Vertretern des Hauses Oranien.
Zunächst diente Henri de La Tour d’Auvergne als Maréchal de France der französischen Krone, doch schon bald wurde der Herzog zu einem der führenden Akteure der hugenottischen Opposition gegen die Politik des Königs von Frankreich Henri IV. Da Henri in die „Biron-Verschwörung“ des Jahres 1602, einer Intrige gegen den König, verwickelt war, floh er im folgenden Jahr nach Genua. Er söhnte sich zwar 1606 mit dem König aus und kehrte in seine Besitzungen zurück, doch als Mitglied des Regentschaftsrates Maria de’ Medicis schloss er sich wiederum der Opposition an und wurde kurzzeitig zum „Rebellen“ erklärt. Noch 1621 bot ihm die hugenottische Versammlung von La Rochelle den Oberbefehl über ihre Streitkräfte an, den der alte Herzog jedoch ablehnte. Als der Herzog im Jahre 1623 verstarb, bestanden deshalb erhebliche Spannungen und Misstrauen zwischen dem neuen französischen König Louis XIII. und den Vertretern des Hauses La Tour d’Auvergne.

## Biografie

### Jugendjahre

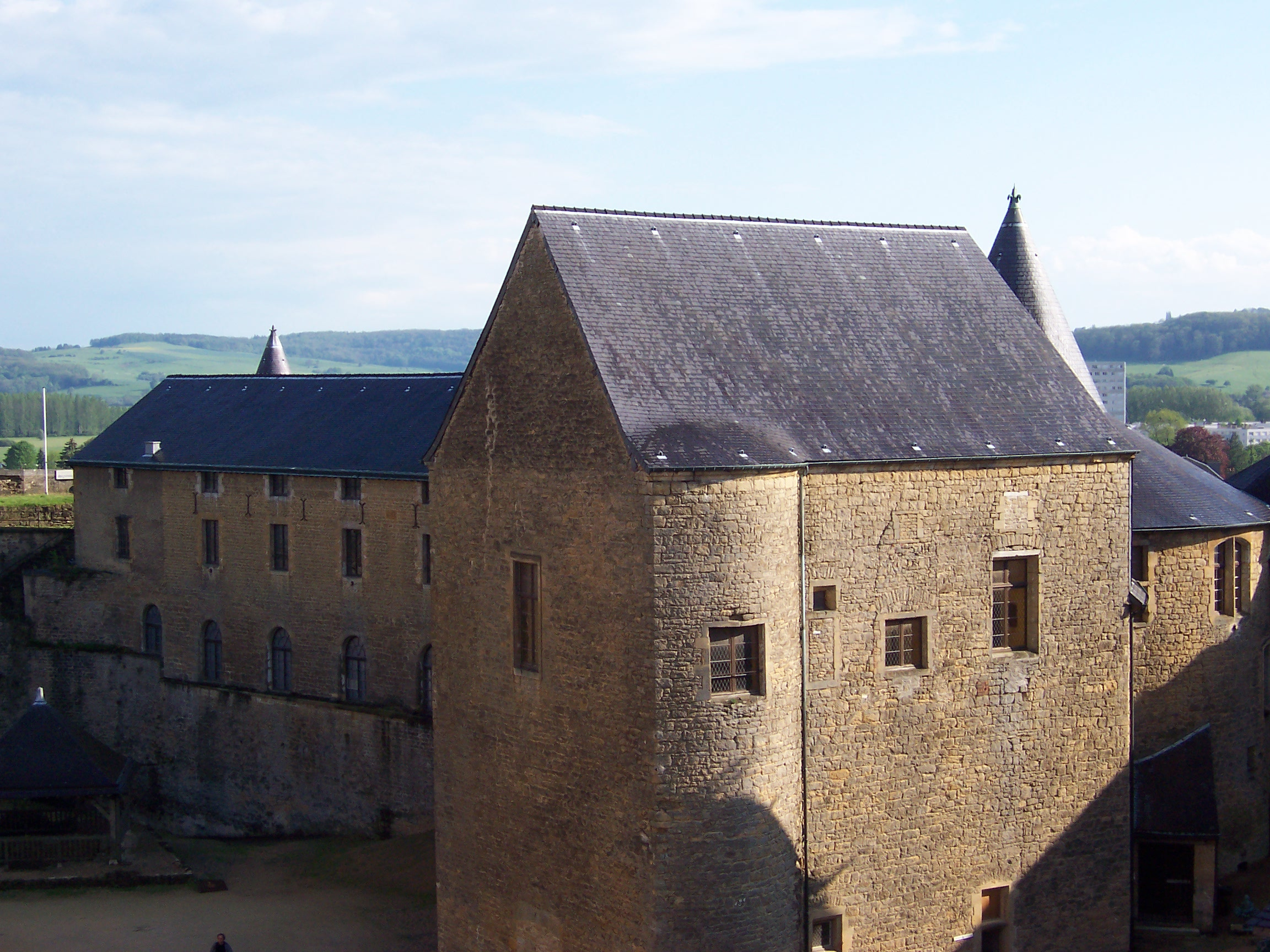
Die Burg Sedan, Familiensitz der La Tour d’Auvergne

Henri de La Tour d’Auvergne wurde am 11. September 1611 in Sedan geboren. Als zweitgeborenem Sohn war für ihn der militärische Werdegang vorgesehen, während sein Bruder Frédéric-Maurice (1605–1652) als Familienoberhaupt den Titel eines Duc de Bouillon erben würde. Beim Tod des Vaters gingen dessen Titel und Besitz 1623 auf seine Söhne über, wobei der junge Henri de La Tour d’Auvergne die Vizegrafschaft Turenne erhielt und sich fortan als Vicomte de Turenne bezeichnen konnte.
Über die Jugendjahre des jungen Henri de La Tour d’Auvergne ist wenig bekannt. Wie es oft hieß, war er ein eher kränkliches und schmächtiges Kind. Einer durch seinen Biographen Ramsay überlieferten Legende nach soll sich der gerade 10-jährige Junge in einer Winternacht auf die Wälle von Sedan geschlichen haben, um Wache zu stehen und seinem Vater zu beweisen, dass er im Stande war, die Strapazen einer militärischen Laufbahn zu meistern. Angeblich fand man ihn später eingeschlafen auf einer Lafette liegend. In jungen Jahren wurde Henri von dem Pastor und Privatlehrer Daniel Tilenus in Mathematik, Geschichte und Fremdsprachen unterrichtet. Sein Lehrer, geboren 1563 in Schlesien, war Professor der Akademie Sedan und hatte bereits andere Angehörige des Hauses Bouillon unterrichtet. Die besondere Vorliebe des Schülers galt dabei den lateinischen Beschreibungen der Taten Caesars und Alexanders des Großen (besonders Quintus Curtius Rufus). Nach Aussagen seines Lehrers lernte er jedoch nur langsam und ließ sich schnell verwirren. Für seine sonstige Ausbildung und die Leibesertüchtigungen wie Reiten, Tanzen und Jagen war der Erzieher Chevalier de Vassignac zuständig. Von diesem erhielt er auch seine militärischen Grundkenntnisse. Der Chevalier begleitete Turenne seit frühester Jugend, so dass sich zwischen beiden eine enge väterliche Beziehung entwickelte. Auch der Einfluss der Mutter Elisabeth von Nassau-Oranien kann nicht unterschätzt werden. Sie verabscheute das Leben am königlichen Hof und hielt ihre Familie weitgehend davon fern. Dadurch verließ der junge Henri Sedan während seiner Jugend kaum. Sie war es auch, die dafür sorgte, dass ihre Söhne von Tilenus streng im calvinistischen Glauben erzogen wurden.
Nach älteren Biographen wie Weygand, Roy oder Morris wurde Turenne bereits 1625 zu seinem Onkel nach Holland geschickt, wo er in niederländische Kriegsdienste trat und 1626 zum Capitaine befördert wurde. Der französische Historiker Jean Bérenger wies in seiner Biographie des Marschalls 1987 einen anderen Lebensweg nach: Demnach erhielt Turenne bereits 1625, im Alter von 14 Jahren, die Inhaberschaft über ein Regiment. Als dieses im folgenden Jahr aufgelöst wurde, schickte ihn seine Mutter im Herbst an die Académie de Benjamin in Paris. Im Frühjahr 1628 entschied sich die Duchesse jedoch dazu, ihren Sohn wieder von der Schule zu nehmen. Die Gründe hierfür stehen nicht vollständig fest. Zum einen könnte das Schulgeld von jährlich 3600 livres zu teuer gewesen sein, und zum anderen verschärften sich zu diesem Zeitpunkt wieder die konfessionellen Gegensätze in Frankreich, die in der gleichzeitigen Belagerung von La Rochelle ihren Höhepunkt fanden. Die Duchesse könnte ihren Sohn deshalb vorsorglich aus Angst vor einer zweiten Bartholomäusnacht nach Hause geholt haben. Erst im Feldzug von 1629 diente der junge Turenne als volontaire im niederländischen Heer und nahm dabei an der Belagerung von Herzogenbusch teil. Hier wurden ihm erste militärische Aufgaben wie das Kommando über eine Geschützbatterie und über Erkundungspatrouillen übertragen. Allerdings wurde der Erzieher und langjährige Freund Turennes, der Chevalier de Vassignac, während der Belagerung tödlich verwundet. Wie aus den Briefen des Vicomte hervorgeht, traf ihn dieser Verlust schwer.

### Karriere im französischen Militär
1630 wechselte er als Mestre de camp in französische Dienste, machte unter Jacques Nompar de Caumont einen Feldzug nach Lothringen und 1634 als Maréchal de camp unter La Valette einen Zug an den Rhein mit, wo er die Festung Mainz entsetzte und nahm 1638 an der Belagerung von Breisach teil. Zum Lieutenant-général ernannt, kämpfte er 1639–1643 zuerst unter dem Grafen von Harcourt, dann unter Prinz Thomas von Savoyen in Italien und nahm 1640 Turin ein.
1643 wurde Turenne zum Maréchal de France ernannt und mit dem Oberbefehl über die französischen Truppen in Deutschland betraut. Er reorganisierte die zuvor bei Tuttlingen schwer geschlagenen Truppen im Elsass, überschritt im Mai 1644 den Rhein, versuchte mit dem Herzog von Enghien (Condé) vergeblich den Entsatz von Freiburg, das bereits gefallen war, als die beiden das kaiserliche Heer in der unentschiedenen Schlacht von Freiburg stellten. Die Kaiserlichen behaupteten Freiburg, mussten ihr Heer in der Folge der Schlacht aber nach Württemberg zurückziehen, was den Weg für Turenne und Condé nach Norden freimachte. Mit der Eroberung von Philippsburg brachten sie im Anschluss den Norden der Rheinebene unter ihre Kontrolle. 1645 wagte Turenne einen Einfall in Württemberg, wurde aber vom bayrischen Marschall Franz von Mercy in der Schlacht bei Herbsthausen geschlagen und zum Rückzug hinter den Rhein gezwungen. Hier vereinigte er sich wieder mit Condé, und beide erfochten am 3. August bei der Schlacht bei Alerheim bei Nördlingen unter hohen Verlusten einen Sieg, in dem ihr bisheriger Hauptwidersacher Mercy fiel. Die Verluste zwangen sie zum erneuten Rückzug, vor Ende des Jahres eroberte Turenne jedoch am 18. November noch das spanisch besetzte Trier für den Kurfürsten Philipp Christoph von Sötern. Das Zustandekommen des Westfälischen Friedens von 1648 wird auch auf die Besetzung Bayerns bis zum Inn 1648 durch Turenne zurückgeführt.

### Turenne und die Fronde
Während der Fronde befand er sich zunächst im Exil. Er vereinigte nach der Verhaftung der Prinzen Armand und Louis am 18. Januar 1650 die Truppen der Fronde mit den spanischen und fiel von Belgien aus in Frankreich ein. Er eroberte Le Catelet, La Capelle und Rethel, wurde aber am 15. Dezember 1650 vom Marschall du Plessis-Praslin in der Schlacht bei Rethel geschlagen und söhnte sich 1651 mit der Königin Anna von Österreich aus. Er stellte sich jetzt auf die Seite der Regierung und schlug am 2. Juli 1652 Condé, seinen ehemaligen Waffengefährten, in der Schlacht im Faubourg Saint-Antoine vor Paris und drängte ihn später bis an die Grenze Flanderns zurück.

### Weitere Karriere

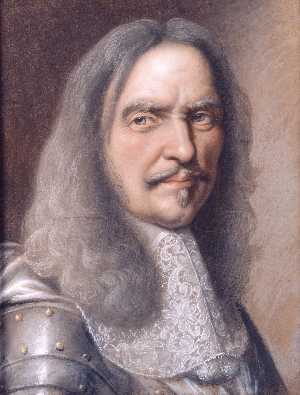
Porträt von Robert Nanteuil

Im Krieg gegen Spanien 1654 bis 1659 erlitt er in der Schlacht bei Valenciennes 1656 seine größte Niederlage, siegte 1658 in der Schlacht in den Dünen bei Dünkirchen, besetzte den Westen Flanderns bis hin zu Oudenaarde an der Schelde und ermöglichte so den Pyrenäenfrieden von 1659. Von 1657 bis 1675 bekleidete er das Amt des Colonel général der leichten Kavallerie. 1660 wurde ihm der Titel maréchal général des camps et armées du roi (sinngemäß: „Oberbefehlshaber der Armeen des Königs“) verliehen. Hierbei handelte es sich jedoch nur um einen Ehrentitel, der mit keinerlei Befehlsgewalt verbunden war. Auf Wunsch Ludwigs XIV. trat er 1668 vom Calvinismus zum Katholizismus über.
Er befehligte im Krieg gegen Holland 1672 die Armee am Niederrhein gegen die Kaiserlichen und Brandenburger. 1673 zwang er den „Großen Kurfürsten“ Friedrich Wilhelm zum Frieden von Vossem (16. Juni 1673). Im August 1673 hatte sich Turenne, von der Gegend von Frankfurt und Aschaffenburg aus in Franken einfallend, auf dem linken Mainufer festgesetzt, um hier die kaiserliche Armee zu erwarten, welche unter Raimund von Montecuccoli sich bei Eger sammelte und über Nürnberg im Anmarsch war. Am 8. September kam der französische Marschall auf seinem Zug mit seiner Armee vor Mergentheim an wurde aber dann von den überlegenen, 40.000 Mann starken Heer Montecuculis zurückgedrängt, nachdem bei Marktbreit die gegnerischen Heere hier Ende September zwar unentschieden, aber mit beträchtlichem Verlust auf beiden Seiten gekämpft hatten. Eine österreichische Abteilung hatte bei Würzburg das rechte Ufer des Main gewonnen und hatte, bis Wertheim streifend, die Magazine und Zufuhren der Franzosen nach wenigen Gefechten, zerstört und abgeschnitten. Durch den weiteren Vormarsch der Österreicher auf dem rechten Mainufer und durch Mangel an Magazinen sah Turenne in der Folge sich genötigt, zurück zu weichen. Am 23. Oktober erreichte er Ladenburg und ging bei Philippsburg auf das linke Rheinufer. Vor seinem Abzug aus der Gegend von Würzburg überließ er die Lande des Bischofs der Plünderungssucht und der Gewalttätigkeit seiner Armee.

Grabmal im Invalidendom in Paris

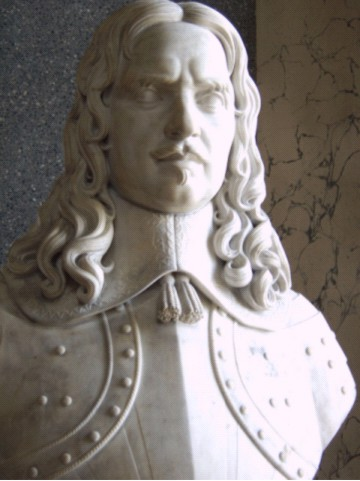
Büste in der Schlachtengalerie des Schlosses Versailles

1674 überschritt er bei Philippsburg den Rhein, schlug am 16. Juni den Herzog von Lothringen in der Schlacht bei Sinsheim und verwüstete die Pfalz. Sein Heer ging über den Rhein zurück, die Reichstruppen an den Main, beide, um jeweils Verstärkungen an sich zu ziehen. Die verstärkten Gegner überschritten den Rhein bei Straßburg, wohin Turenne ihnen folgte. Nachdem er am 4. Oktober Alexander de Bournonville in der Schlacht bei Enzheim größere Verluste beigebracht hatte, räumte er das Elsass, trieb aber Anfang 1675 die Verbündeten wieder aus diesem Land, ging über den Rhein und traf Ende Juli in der Schlacht bei Sasbach auf die Kaiserlichen unter Montecuccoli.

### Schlachtentod und Begräbnis
Noch ehe sich die Schlacht bei Sasbach voll entwickeln konnte, wurde Turenne, am 27. Juli 1675 gegen 14 Uhr, getötet. Bei der Aufklärung des Terrains bzw. der Inspektion einer französischen Artilleriestellung schlug ihm eine etwa faustgroße Kanonenkugel vor die Brust. Turennes Pferd ging angeblich noch einige Schritte, bevor sein Reiter, aus Mund und Nase blutend, aus dem Sattel glitt und starb. Bereits zeitgenössische Quellen sind sich unsicher, ob es sich bei dem Treffer um einen Zufall oder um einen gezielten Schuss handelte, den Markgraf Hermann von Baden befohlen habe.
Ins Reich der Legende zu verweisen ist die Version, dass jene Kugel in einen Nussbaum einschlug und ein darauf hinabfallender großer Ast ihn erschlug, zumal dasselbe Geschoss dem neben Turenne befindlichen General Saint Hilaire den linken Arm abriss. Vielmehr nahm Turenne unter besagtem Nussbaum vermutlich sein letztes Frühstück ein. Saint Hilaire überlebte und erholte sich wieder, trotz seiner schweren Verwundung.
Vermutlich eine spätere Hinzudichtung ist die Episode, dass der verantwortliche kaiserliche Richtkanonier Koch hieß und für seinen tödlichen Schuss vom Kaiser – vergeblich – eine Pension einforderte.
Turennes Leiche wurde auf Ludwigs Befehl in der königlichen Gruft der Kathedrale von Saint-Denis beigesetzt. Bei der Plünderung der Königsgräber von Saint-Denis während der Revolution wurde er als einziger nicht in dem Massengrab verscharrt, sondern zunächst im Jardin des plantes in Paris beerdigt, dann ins Musée des Monuments français gebracht, später auf Befehl Napoléon Bonapartes im Invalidendom gegenüber dem Grabmal Vaubans bestattet.

## Nachleben

### Turenne als Erfinder der Manöverstrategie
Turenne war einer der ersten Feldherren, die entscheidenden Wert auf die Verpflegung ihrer Truppen legten. Oft gab er eine vorteilhafte Unternehmung auf, wenn dadurch der Nachschub gefährdet wurde. Er gilt deshalb auch als Schöpfer einer geschickten, unnötige Verluste vermeidenden Manöverstrategie. Er hatte diese Praxis während seiner Ausbildung im niederländischen Heer kennengelernt und übernommen. Er selbst betont in seinen Memoiren diese Verpflegungsrücksichten immer wieder. So verzichtete er beispielsweise 1644 auf die aussichtsreiche Verfolgung des Generals Mercy, nachdem er ihn nach der Schlacht bei Freiburg im Breisgau zum Abzug aus Freiburg gezwungen hatte, da „alles, was man an Infanterie besaß, gewohnt war, fertiges Brot zu erhalten, und nicht wie die alten Truppen, die lange in Deutschland gedient hatten, es sich selbst zu backen, so konnte man dem Feinde nach Württemberg um so weniger folgen, als man dort keine Magazine vorbereitet fand.“

### Gedächtnis und museale Rezeption

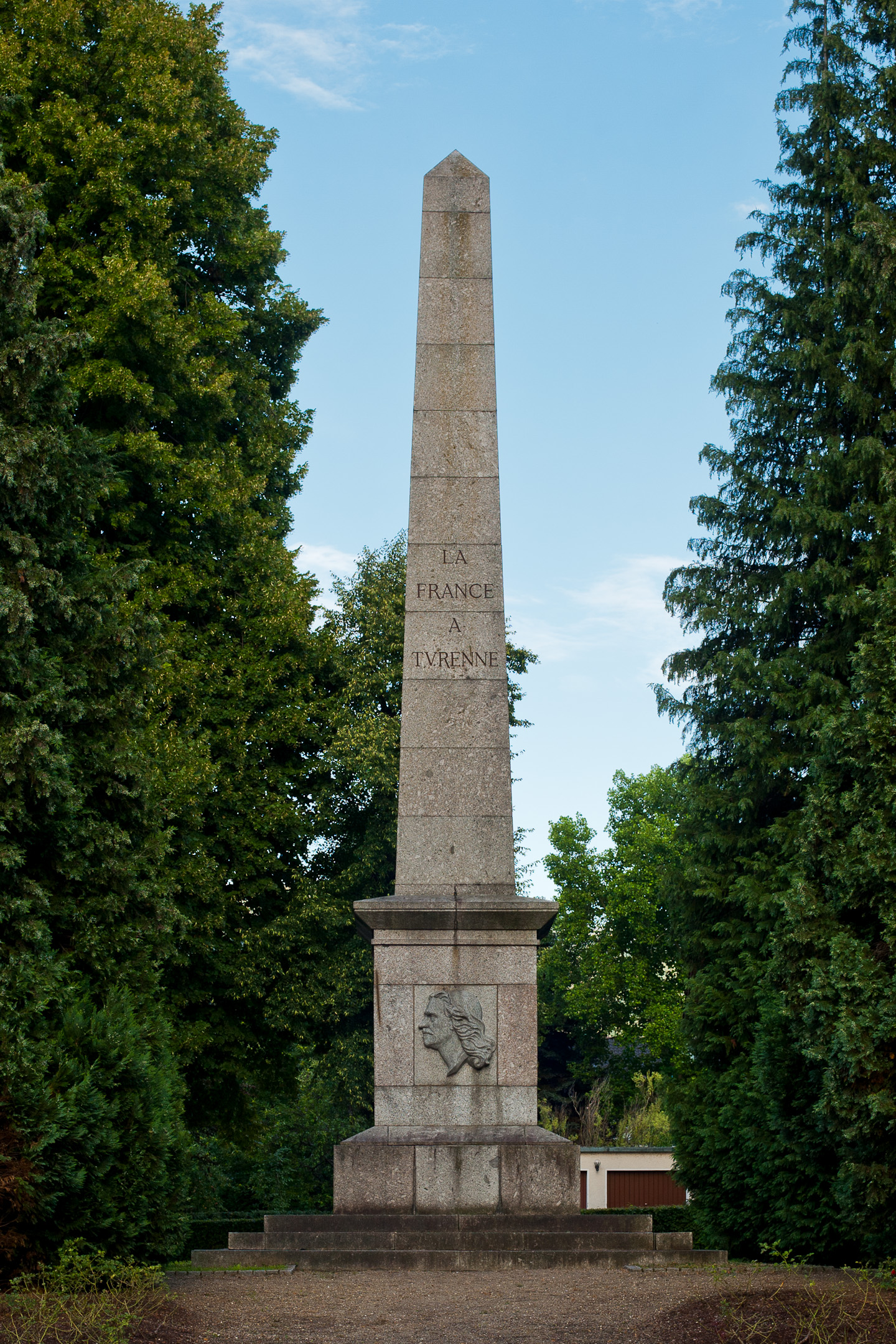
Turenne-Denkmal

Im damals zum Hochstift Straßburg gehörenden Sasbach wurde erstmals 1766 ein Gedenkstein zu Ehren Turennes gesetzt, auf Initiative des Militärgouverneurs von Straßburg, Feldmarschall de Klinglin. Zwischen 1782 und 1785 ließ der Bischof und Landesherr von Straßburg, Kardinal Rohan, ein aufwändiges Denkmal errichten. Baufällig und notdürftig repariert, ließ die französische Regierung das bisherige Denkmal, 1829, durch einen Granitobelisken ersetzen. Dieser wurde 1940, von den Nationalsozialisten, entfernt. Heute befindet sich in Sasbach das 1945 neu errichtete und von General de Gaulle eingeweihte (inzwischen vierte) Turenne-Denkmal. Das Denkmal-Areal und sein Zufahrtsweg gehören dem französischen Staat (ähnlich dem Latour-Denkmal, in Oberhausen), sind aber nicht exterritorial, sondern deutsches Staatsgebiet.
Ferner steht in Sasbach das Turenne-Museum, ein deutsch-französisches Kooperationsprojekt.
Das Pariser Musée de l’Armée zählt eine Kanonenkugel zu seinen Exponaten, die Turenne getötet haben soll. Das Objekt ist eine eiserne Vollkugel, von sieben Zentimetern Durchmesser und 1,5 Kilogramm Gewicht (ein sog. 3-Pfünder-Geschoss). Das Museum setzt das Exponat bemerkenswerter Weise in Verbindung mit dem oben genannten kaiserlichen Richtkanonier Koch. Ob es sich tatsächlich um das authentische, Turennes Leben beendende Geschoss handelt, ist fraglich. Denn zunächst ging das Projektil „verloren“ (blieb also auf dem Schlachtfeld unbeachtet liegen) und wurde erst später „wiederentdeckt“. In seiner Größe entspricht es allerdings dem etwa faustgroßen Originalgeschoss, wie es in zeitgenössischen Illustrationen dargestellt ist.

## Schriften
- Collection des lettres et mémoires trouvés dans les porte-feuilles du Marechal de Turenne, hrsg. von Philippe-Henri de Grimoard, Paris 1782 (Turennes, von 1643 bis 1658 reichende, Memoiren), MDZ der Bayerischen Staatsbibliothek

### Ältere Darstellungen
- André Michel, chevalier de Ramsay (Andrew Michael Ramsay): Histoire du Vicomte de Turenne, Marechal, Général des Armées du Roi. 2 Bde. Maziere & Garnier, Paris 1735. Digitalisat des Münchener Digitalisierungszentrums
- André Michel, chevalier de Ramsay: Histoire du Vicomte de Turenne, maréchal-général des armees du roi. 4 Bde. Arkstée & Merkus, Den Haag 1736.
- François Raguenet: Histoire du vicomte de Turenne. Amsterdam 1787.
- Friedrich Wilhelm von Zanthier: Feldzüge des Vicomte Turenne: Marechal-General der Armeen des Königs von Frankreich, 1779 Google Books
- Léo Armagnac: Histoire de Henry de La Tour d'Auvergne, Vicomte de Turenne. Mame, Tour 1880 (Digitalisat).
- Jules Roy: Turenne. Sa vie et les institutions militaires de son temps. Pigoreau, Paris 1883.
- C. A. Neuber: Turenne als Kriegstheoretiker und Feldherr. Wien 1869. Google Books
- William O’Connor Morris: Turenne. In: The English Historical Review. Bd. 2, 1887, Nr. 6, S. 260–280.
- George Duruy: Histoire de Turenne. Hachette, Paris 1889.
- Maxime Weygand: Turenne. Kastner & Callwey, München 1938.
- Thomas Longueville: Marshal Turenne, Longman, Green and Co., London 1907, PDF online

### Neuere Literatur
- Jean Bérenger: Turenne. Fayard, Paris 1987, ISBN 2-213-01970-3.